# ヴェルナー・フォルスマン
ヴェルナー・テオドル・オットー・フォルスマン（Werner Forssmann、1904年8月29日 - 1979年6月1日）は西ドイツエーベルスヴァルデ出身の医師。人間の心臓に初めてカテーテルを通した人物として知られている。マインツ大学医学部名誉教授。
1929年、彼は腕を切開し、自身の心臓の右心房に尿カテーテルを通した。その後、自ら放射線医学の部署まで階段を降りて行き、レントゲン写真を撮って心臓にカテーテルが入っていることを確認した。彼はこの一件で病院を解雇されたが、心臓の研究への貢献により、1956年度のノーベル生理学・医学賞を受賞した。
フォルスマンはベルリンで生まれ、ベルリン大学を1929年に卒業した。ベルリン大学を去った後はシュヴァルツヴァルトの辺境地で開業医として働いていたが、ノーベル賞の受賞後はデュッセルドルフ大学教授に招聘された。